# Casa del carrer de Sant Sever, 1
La casa del carrer de Sant Sever, 1 és un edifici del Barri Gòtic de Barcelona, catalogat com a bé cultural d'interès local.

## Història
Segons la documentació notarial, el 1672, Carles de Calders, senyor de Sant Guim de la Rabassa i castlà de Montfalcó, va establir la finca en emfiteusi al doctor en medicina Jaume Fontana. La seva filla Francesca es va casar amb el jurista Francesc Toda i Gil, ciutadà honrat de Barcelona, i van tenir dues filles, Maria i Teresa. Aquesta darrera es va casar amb el biscaí Miguel de la Torre y de Mollinedo, tresorer general de la Reial Hisenda del Principat i establert a Barcelona el 1718.
Teresa Toda i Fontana va morir el 1779, i en el seu testament va nomenar marmessors el seu fillastre Marià de la Torre i Torres i el notari Josep Bonaventura Fontana i Cotxet, que van vendre la finca a Josep Pujals. Tot seguit, aquest en va fer agnició de bona fe al mateix Fontana, que hi va encarregar diverses reformes al mestre de cases Francesc Mas. L'any següent, va demanar permís per a edificar a sobre de l'antic carreró que separava aquesta finca de la del costat, que tot just havia venut al cirurgià Josep Antoni Capdevila. El 1806, el seu gendre Josep Francesc Mas i Vidal, també notari, va demanar permís per a convertir-hi una finestra en porta i una altra en balcó, segons el projecte del mestre de cases Francesc Mestres. El 1822, el seu fill Francesc Mas i Fontana (†1838), també notari, va demanar permís per a estrènyer-hi el portal.
Va ser succeït per Joaquim Mas i Ferrer, la filla del qual, Dolors Mas i Ferrer (†1856), es va casar amb Felip Vergés i Permanyer i el 1865, l'arquitecte Josep Oriol Mestres va aixecar els plànols del pati que separava la casa de la veïna (residu de l'antic carreró), aleshores propietat de Joan Sanllehí, amb la que tenia servituds.
La finca seria heretada pel seu fill Francesc de Paula Vergés i Mas, advocat.

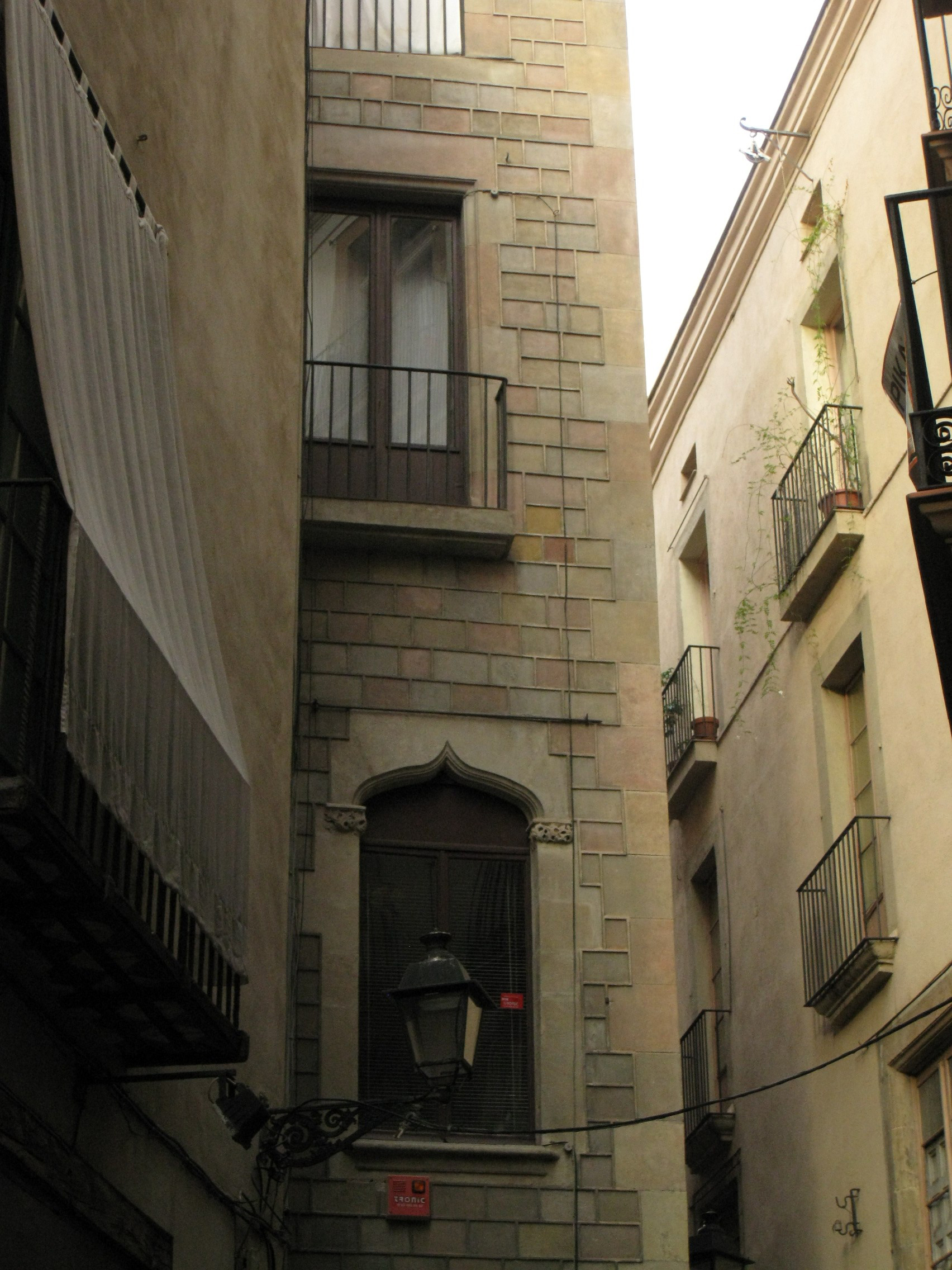
Detall de la façana amb la finestra d'arc conopial

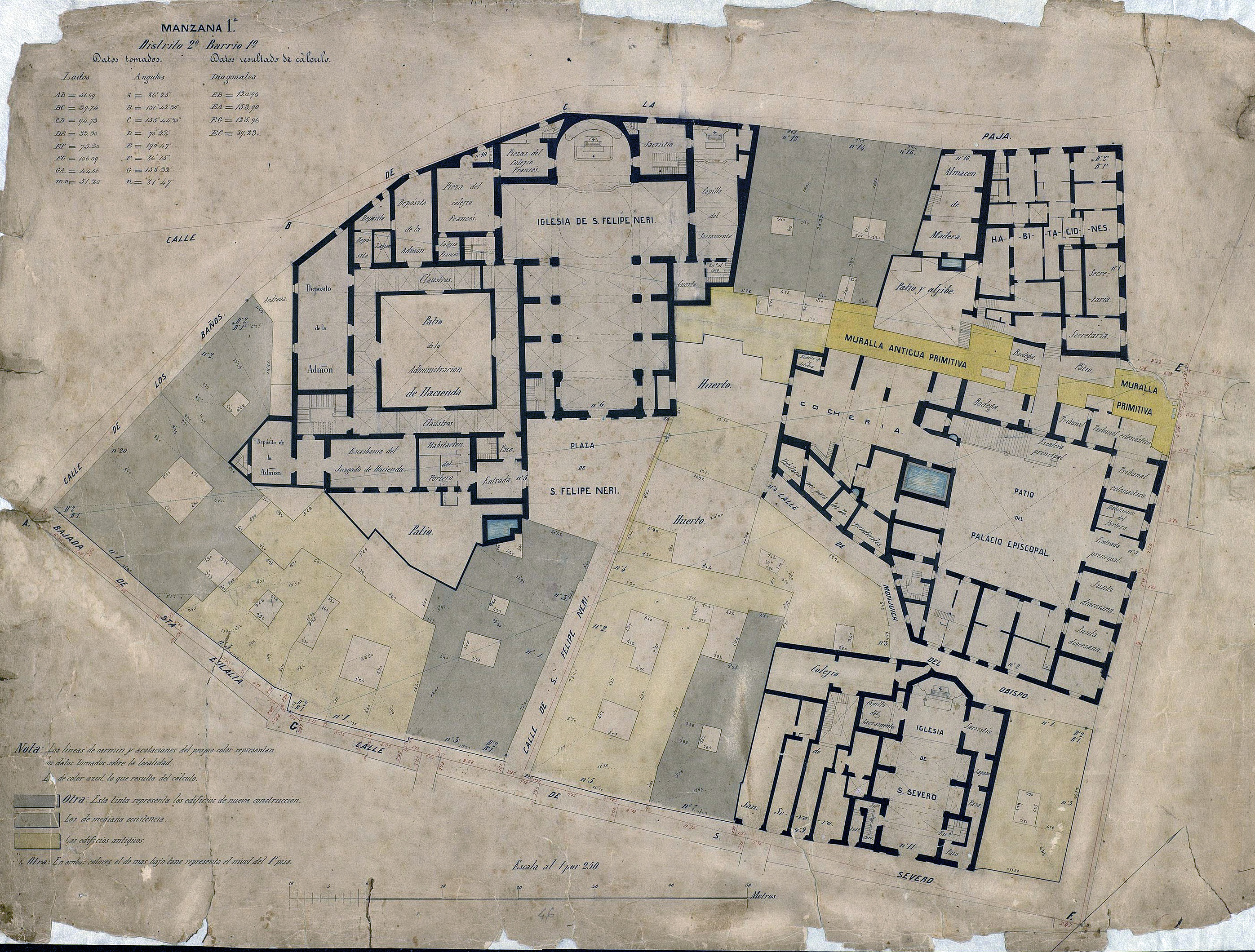
Quarteró núm. 46 de Garriga i Roca (c. 1860)

## Descripció
Edifici de planta baixa, principal i dos pisos, que segueix la tipologia de palau urbà renaixentista, constituït al voltant d'un pati central amb escalinata que condueix a la planta principal. Aquest és l'espai que més destaca de l'edifici, i, a més, està decorat, a inicis del segle xx, amb mosaics de rajola i esgrafiats i reixes de forja. Sota l'escalinata, a la planta baixa del pati, s'obre un portal amb arc rebaixat, mentre que els de les obertures del principal són de llinda. El pati està cobert amb una galeria de vidre i ferro, també de principis del segle xx.
A l'exterior es troba una façana reformada amb un estucat que imita un enfilat regular de carreus. A la planta baixa, destaca un portal d'arc rebaixat, entre altres obertures de llinda de pedra. Els balcons i finestres dels pisos també són rectangulars, tots menys una finestra d'arc conopial que es troba al reclau lateral que fa la façana per adequar-se a la diferent amplada del carrer.